# Torneo de Concord
El Thoreau Tennis Open es un torneo para tenistas profesionales que se juega en canchas duras al aire libre. El evento está clasificado como un torneo WTA 125s y se ha celebrado en Concord, Massachusetts, Estados Unidos, desde 2019. La primera edición se categorizo como evento  ITF de $60,000.

## Finales anteriores

### Individuales
| Años | Campeona                                       | Subcampeona                                    | Resultado                                      |
| ---- | ---------------------------------------------- | ---------------------------------------------- | ---------------------------------------------- |
| 2019 | Caroline Dolehide                              | Ann Li                                         | 6–3, 7–5                                       |
| 2020 | Torneo cancelado debido a la pandemia COVID-19 | Torneo cancelado debido a la pandemia COVID-19 | Torneo cancelado debido a la pandemia COVID-19 |
| 2021 | Magdalena Fręch                                | Renata Zarazúa                                 | 6–3, 7–6(4)                                    |

### Dobles
| Años | Campeonas                                      | Subcampeonas                                   | Resultado                                      |
| ---- | ---------------------------------------------- | ---------------------------------------------- | ---------------------------------------------- |
| 2019 | Angela Kulikov Rianna Valdes                   | Elizabeth Halbauer Ingrid Neel                 | 7–6(3), 4–6, [17–15]                           |
| 2020 | Torneo cancelado debido a la pandemia COVID-19 | Torneo cancelado debido a la pandemia COVID-19 | Torneo cancelado debido a la pandemia COVID-19 |
| 2021 | Peangtarn Plipuech Jessy Rompies               | Usue Maitane Arconada Cristina Bucșa           | 3–6, 7–6(5), [10–8]                            |